# Norihiro Satsukawa
Norihiro Satsukawa (Shizuoka, 18 april 1972) is een voormalig Japans voetballer.

## Carrière
Norihiro Satsukawa speelde tussen 1991 en 2005 voor Yokohama Flügels en Kashiwa Reysol.